# Mycalesis delicata
Mycalesis delicata är en fjärilsart som beskrevs av Hans Fruhstorfer 1897. Mycalesis delicata ingår i släktet Mycalesis och familjen praktfjärilar. Inga underarter finns listade i Catalogue of Life.